# 屠房

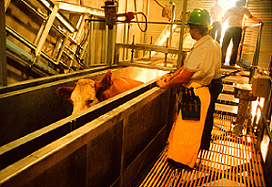
在屠房中的工人與牛隻

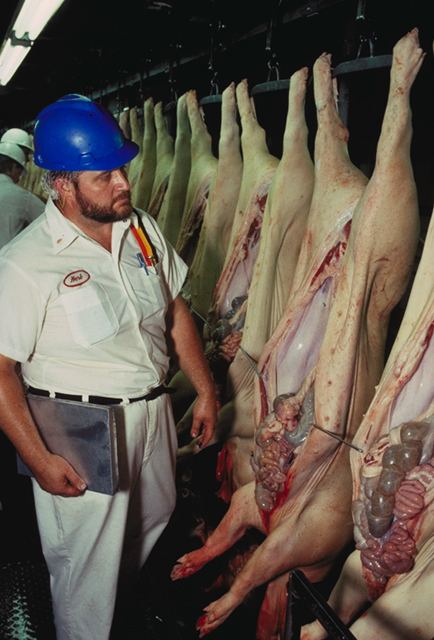
美國農業部官員審視屠房狀況

屠房是屠宰動物的設施。據統計，平均每隻動物的40-45%可供食用，10-15%會被棄置，剩餘的40-45%會被製成副產品，例如：皮革、肥皂、蠟燭、明膠等。20世紀後期，美國屠房的設計很大程度受到動物科學學者天寶·葛蘭汀的影響，她倡導減輕動物在屠宰過程所受的壓力，可以改善屠房的效率和盈利。